# 比布爾格羅夫 (伊利諾伊州)
比布爾格羅夫（英語：Bible Grove）是位於美國伊利諾伊州克萊縣的一個非建制地區。該地的面積和人口皆未知。

## 地理
比布爾格羅夫的座標為38°52′19″N 88°26′46″W / 38.87194°N 88.44611°W，而該地的平均海拔高度為155米（即509英尺）。